# Championnat du monde junior de hockey sur glace 1995
Navigation
Édition précédente Édition suivante
Le championnat du monde junior de hockey sur glace a eu lieu à Red Deer au Canada du 26 décembre 1994 au 4 janvier 1995.
Il s'est déroulé en formule round-robin, les trois premières équipes du classement remportant respectivement les médailles d'or, d'argent et de bronze.
À l'issue de ce championnat, aucune équipe ne fut reléguée en division inférieure, le championnat du monde junior de hockey sur glace 1996 passant à dix équipes pour la division la plus haute.

## Résultats
| 26 décembre 1994 | Canada | 7-1 | Ukraine |  |

| 26 décembre 1994 | Suède | 10-2 | Allemagne |  |

| 26 décembre 1994 | Tchéquie | 3-0 | Finlande |  |

| 26 décembre 1994 | États-Unis | 4-3 | Russie |  |

| 27 décembre 1994 | Canada | 9-1 | Allemagne |  |

| 27 décembre 1994 | Russie | 4-3 | Tchéquie |  |

| 27 décembre 1994 | Finlande | 6-2 | Ukraine |  |

| 27 décembre 1994 | Suède | 4-2 | États-Unis |  |

| 29 décembre 1994 | Canada | 6-2 | États-Unis |  |

| 29 décembre 1994 | Suède | 4-3 | Tchéquie |  |

| 29 décembre 1994 | Russie | 4-2 | Ukraine |  |

| 29 décembre 1994 | Finlande | 7-1 | Allemagne |  |

| 30 décembre 1994 | Canada | 7-5 | Tchéquie |  |

| 30 décembre 1994 | Suède | 7-1 | Ukraine |  |

| 30 décembre 1994 | Russie | 8-1 | Allemagne |  |

| 30 décembre 1994 | Finlande | 7-5 | États-Unis |  |

| 1er janvier 1995 | Canada | 6-4 | Finlande |  |

| 1er janvier 1994 | Russie | 6-4 | Suède |  |

| 1er janvier 1995 | Tchéquie | 10-1 | Ukraine |  |

| 1er janvier 1994 | États-Unis | 5-3 | Allemagne |  |

| 2 janvier 1995 | Canada | 8-5 | Russie |  |

| 2 janvier 1995 | Finlande | 3-3 | Suède |  |

| 2 janvier 1995 | Tchéquie | 14-3 | Allemagne |  |

| 2 janvier 1995 | Ukraine | 3-2 | États-Unis |  |

| 4 janvier 1995 | Canada | 4-3 | Suède |  |

| 4 janvier 1995 | Russie | 6-2 | Finlande |  |

| 4 janvier 1995 | Allemagne | 6-2 | Ukraine |  |

| 4 janvier 1995 | États-Unis | 7-5 | Tchéquie |  |

## Classement final
|   | PAYS       | PJ | V | D | N | BP | BC | PTS |
| - | ---------- | -- | - | - | - | -- | -- | --- |
|   | Canada     | 7  | 7 | 0 | 0 | 49 | 22 | 14  |
|   | Russie     | 7  | 5 | 2 | 0 | 36 | 24 | 10  |
|   | Suède      | 7  | 4 | 2 | 1 | 35 | 21 | 9   |
| 4 | Finlande   | 7  | 3 | 3 | 1 | 29 | 26 | 7   |
| 5 | États-Unis | 7  | 3 | 4 | 0 | 28 | 33 | 6   |
| 6 | Tchéquie   | 7  | 3 | 4 | 0 | 43 | 26 | 6   |
| 7 | Allemagne  | 7  | 1 | 6 | 0 | 17 | 55 | 2   |
| 8 | Ukraine    | 7  | 1 | 6 | 0 | 12 | 42 | 2   |

## Meilleurs pointeurs
| Nom               | PJ | B | A  | PTS |
| ----------------- | -- | - | -- | --- |
| Marty Murray      | 7  | 6 | 9  | 15  |
| Jason Allison     | 7  | 3 | 12 | 15  |
| Bryan McCabe      | 7  | 3 | 9  | 12  |
| Alixander Serikow | 7  | 2 | 9  | 11  |

## Équipe d'étoiles
- Gardien de but :  Igor Karpenko
- Défenseur :  Bryan McCabe,  Anders Eriksson
- Attaquant :  Jason Allison,  Éric Dazé,  Marty Murray

### Source
- (en) Andrew Podnieks, Red, White, and Gold : Canada at the World Junior Championships 1974–1999, Toronto, ECW Press, 1998, 416 p. (ISBN 978-1-55022-382-8, OCLC 40534525, LCCN 00274392)
- (en) Le championnat du monde junior 1995 sur le site www.tsn.ca.